# Maireana decalvans
Maireana decalvans là loài thực vật có hoa thuộc họ Dền. Loài này được (Gand.) Paul G. Wilson mô tả khoa học đầu tiên năm 1975.